# Skivsjökalven
Skivsjökalven är en sjö i Lycksele kommun i Lappland och ingår i Umeälvens huvudavrinningsområde. Sjön har en area på 0,224 kvadratkilometer och ligger 238,1 meter över havet. Sjön avvattnas av vattendraget Maltan.

## Delavrinningsområde
Skivsjökalven ingår i det delavrinningsområde (717606-165830) som SMHI kallar för Inloppet i Skivsjön. Medelhöjden är 262 meter över havet och ytan är 2,12 kvadratkilometer. Räknas de 4 avrinningsområdena uppströms in blir den ackumulerade arean 33,34 kvadratkilometer. Maltan som avvattnar avrinningsområdet har biflödesordning 3, vilket innebär att vattnet flödar genom totalt 3 vattendrag innan det når havet efter 156 kilometer. Avrinningsområdet består mestadels av skog (72 procent) och sankmarker (12 procent). Avrinningsområdet har 0,22 kvadratkilometer vattenytor vilket ger det en sjöprocent på 10,2 procent.